# Струсто
Стру́сто (бел. Стру́ста) — озеро в Витебской области Белоруссии, третье по площади в Браславской группе, располагается в 4 км севернее города Браслав. Объём воды — 94,3 млн м³. Площадь поверхности — 13,00 км². Площадь водосборного бассейна — 223 км². Высота над уровнем моря — 129 м.

## Описание
Котловина озера сложного типа. Надводные склоны невысокие, пологие, лишь в северной части начинают возвышаться. Береговая линия длиной 27,8 км образует множество заливов и бухт. Берега по большей части песчаные и песчано-галечные, местами заболочены.
- Площадь озера 13 км².
- Наибольшая глубина 23 м.
- Длина 6,4 км.
- Наибольшая ширина 4,2 км

На озере имеется семь островов. Крупнейшие из них — Чайчин, Шова, о-ва Березовски, Еленя. Остров Шова интересен тем, что его склоны возвышаются на 20-25 м над урезом воды, а на самой вершине острова имеется 2 крохотных озерца с очень чистой водой.
Питание озера обеспечивается небольшими ручьями и протоками из соседних озёр — Снуды (наиболее крупная), Болойсо, Ельно. Сток идет по протоке в озеро Войсо. Таким образом, озеро Струсто является хорошо проточным водоёмом.

## Происхождение названия
А. А. Шахматов связывал название Струсто с кельтским srutu, sruth «река», sreusmén, sruaim «поток».
Согласно языковеду К. Буге, название балтское, связано с латышским strauts, литовским srautas «поток».
Я. Рудницкий сопоставлял названия Струсто, Стрый (приток Днестра), Стримон (Струма).
Р. И. Овчинникова считала, что распространенный в Подвинье формант -то, -ты, -та (Струсто, Осмота, Ведето, Сесито, Войты, Идолта и др.) имеет финно-угорское происхождение и означает «озеро».

## Растительный мир
По берегам озера встречаются заросли камыша и тростника. В южной и восточной частях ширина этих зарослей достигает 150—200 м. Подводные растения произрастают до глубины 7 м. Растений с плавающими листьями мало, наиболее крупное скопление — залив у острова Шова.

## Животный мир
В озере отмечен реликтовый рачок Pontoporea affinis.

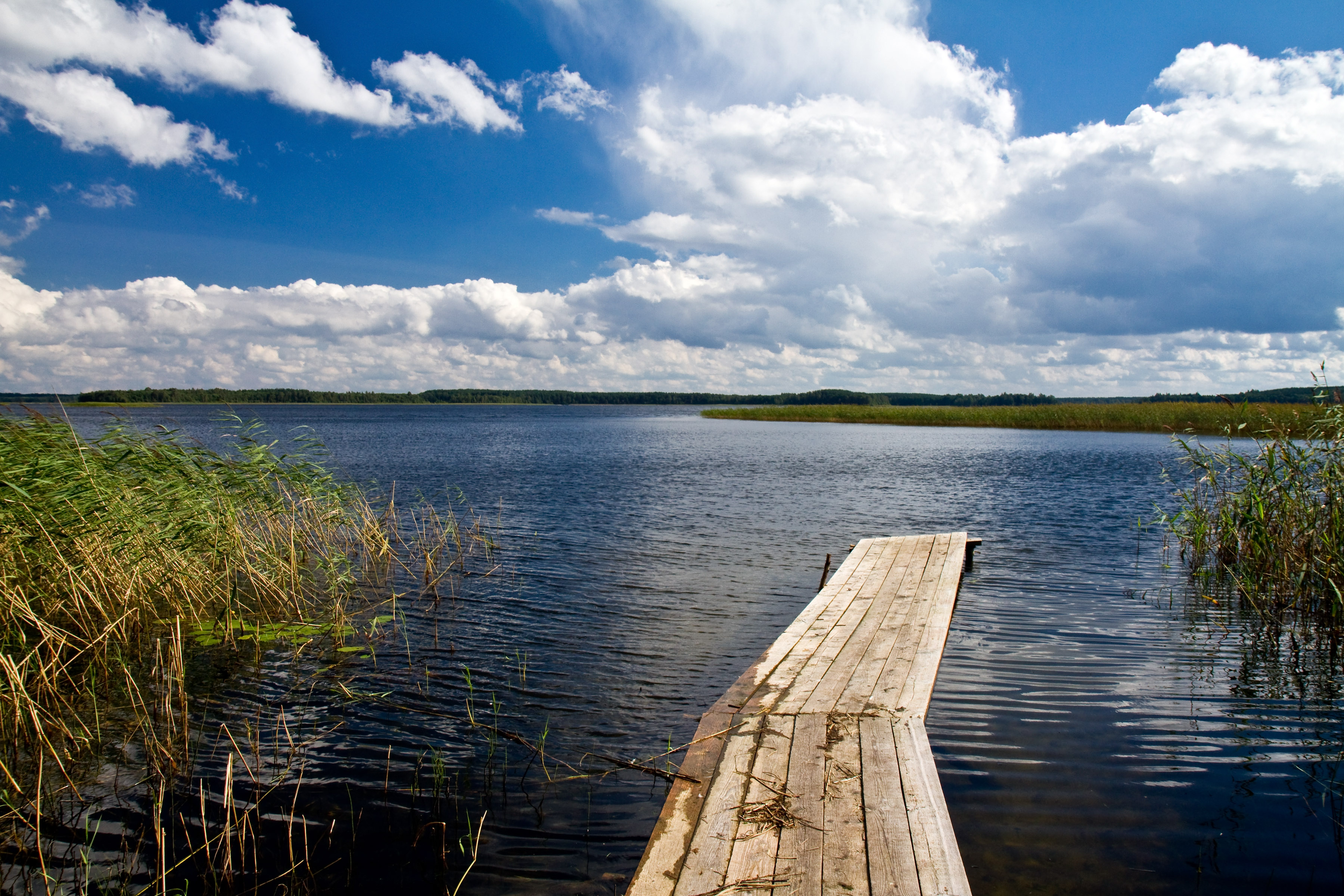

По составу ихтиофауны озеро относится к сигово-снетковым. Отмечено 22 вида рыб, наиболее обычны ряпушка, сиг, плотва, язь, линь, реже встречаются лещ и угорь. Озеро периодически зарыбляется.

## Экология
Основной проблемой озера является снижение уровня воды, что привело к образованию пойменных участков вокруг островов и на юго-западном берегу. Озеро Струсто является важным туристическим объектом Браславских озёр. Рыбалка на озере платная — путевки приобретаются в дирекции нацпарка «Браславские озёра».